# 포장수력
포장수력(包藏水力)이란 각각의 하천이 가지고 있는 잠재적 발전 능력을 의미한다. 포장수력에너지라고도 부른다. 우선, 하천의 낙차, 그리고 그 수량을 이론적 방법을 통해 측정한다. 다음에 이를 다시 실제로 측정하여 그 자료를 바탕으로 산출해 나간다. 한번 조사에 보통 4~5년이 걸린다.